# Acontia sedata
Acontia sedata là một loài bướm đêm trong họ Noctuidae.